# The Adicts
The Adicts es una banda británica de punk rock originaria de Ipswich, Suffolk, Inglaterra. Durante buena parte de la década de 1980, figuraban en las listas independientes.
Su música tiene melodías y letras pegadizas, a menudo con instrumentos adicionales y clips de sonido, como la música de carrusel en "How Sad", el violín tocado por Derick Cook en "Joker in the Pack", así como los gongs y la percusión del teclado de Anthony Boyd en "Chinese Takeaway".
Los músicos visten ropa completamente blanca con botas negras y bombines negros. El cantante, Keith "Monkey" Warren, usa maquillaje de bromista, trajes con estampados salvajes (como tablero de ajedrez o lunares), pantalones acampanados, camisas de vestir coloridas, bombín y guantes. El aspecto visual de la banda se complementa con sus espectáculos en el escenario, que incluyen elementos como serpentinas, confeti, naipes, pelotas de playa, sombreros de bromista, instrumentos de juguete, burbujas y purpurina.

## Historia
Sus inicios fueron en Aldeburgh, Suffolk. The Adicts se originaron como The Afterbirth a fines de 1975, pero nunca tuvieron música ni tocaron en ningún espectáculo. Más tarde se convirtieron en The Pinz.  Pronto cambiaron su nombre a Adicts y se hicieron conocidos por su imagen distintiva de "droog" de Clockwork Orange. "Droog" es un sustantivo derivado del idioma ficticio Nadsat, que significa "amigo" (una combinación de ruso e inglés). 
Esta imagen, junto con su música rebelde y animada y con letras alegres, los ayudó a diferenciarse de otras bandas de punk. En la década de 1980, cambiaron temporalmente su nombre a Fun Adicts (para una aparición en televisión para niños) y luego a ADX (después de firmar con un sello importante).
Una vez con este mismo nombre estos chicos de Suffolk, se dedicaron los dos años siguientes a dar conciertos en su distrito y condado, y el 18 de agosto de 1979 darían su primer concierto en Londres en el barrio de Candem y en el local Breakneck. En ese momento la formación incluía a los hermanos Davison Michael y Pete, Keith Warren y Tim Hocking quien sería el primer bajista del grupo.

### Primera época
El sello discográfico Dinning Out fue su primera casa y su primer trabajo fue "Lunchtime with The Adicts". Con este disco vendieron 10 000 copias y fueron número dos en las listas independientes de UK. El EP incluía las clásicas y siempre vigentes en sus repertorios 'Easy Way Out' y 'Straight Jacket'. En 1980, grabaron las canciones "Sympathy" y "Sheer Enjoyment" para un sencillo, pero no se lanzaron hasta el álbum recopilatorio de 1984 This Is Your Life.
El productor musical John Peel les vio y decidió ficharlos, no sin la oposición del sello Dinning Out, que por entonces solamente les había pagado 23 libras. [cita requerida]
Visto el panorama decidieron crear su propio sello y sacar su primer LP titulado Songs of Praise que ellos mismos financiaron con un crédito bancario, grabándolo y mezclándolo en solo 24 horas. Este disco muestra la verdadera fuerza de The Adicts para esta época ya estaba constituida la formación clásica de la banda con Keith "Monkey" Warren en las voces los hermanos Pete "Pete Dee" Davison y Michael "Kid Dee" Davison Guitarra y Batería respectivamente y el legendario Mel Ellis "Spider" en el bajo. En 1981 el álbum fue relanzado en Fallout Records que le dio mayor distribución a la banda y que también lanzó su primer sencillo "Viva la Revolution", que se convirtió en una de las canciones más emblemáticas de la banda y que junto a ‘Numbers’ y ‘(My Baby Got Run Over By A) Steamroller’ lograron en apenas 3 meses aparecer en el top de listas independientes Indie Charts, cimentando la reputación de rápido crecimiento a The Adicts como uno de los las bandas más innovadoras y populares de la nueva ola del punk de la época.
Por estos mismos años adoptaban un nuevo vestuario basado en los sombreros bombines de la película "La naranja mecánica", considerado inicialmente contradictorio (adoptar una imagen divertida dentro del mundo Punk), la banda logró una identidad definitiva y demostró que los sombreros bombines solamente eran una nota de color dentro de sus conciertos y que los pantalones de cuero, los vaqueros y la mohicanas se adaptaban perfectamente también a su vestuario. Esta forma de vestir, pudo haber sido un esfuerzo consciente para ponerse en contra de la apariencia de la carente imaginación de las bandas de los 80's de punk o solo una forma de buscar la manera de divertirse y ser interesantes, creando su propio concepto que iba más allá de la música.
En julio del año 1982 grabaron su segundo larga duración titulado "Sound of Music" lanzado oficialmente el 12 de noviembre con "Chinese Takeaway" como sencillo, este álbum es considerado uno de los mejores en la historia del grupo y es también una de sus placas más reeditadas, aparecen en esta obra sus clásicos 'Joker In The Pack', 'How Sad', 'Let's Go', la nueva versión del clásico 'Easy Way Out', pero también temas críticos a la sociedad occidental y la guerra como 'Johnny Was A Soldier' que relata la vida de un soldado que ha sufrido amputaciones tras la guerra y no logra encajar en su generación ni en la sociedad.
En mayo de 1983, lanzan "Bad Boy", su sencillo más vendido. El éxito de ese sencillo los llevó a firmar con la multinacional Warner Bros Records por medio de Sire Records; fue el comienzo de tiempos difíciles para la banda, tanto ellos como su sello luchado para lograr una transición comercial y escuchar sus éxitos en la radio. Es en este momento que a instancias de Sire la banda cambió su nombre a ADX, ya que se consideraba que el nombre de "los Adictos" tenía demasiada connotación negativa. 
La relación con Sire solo duró dos sencillos, "Tokio" (producida por el líder de Vapors David Fenton en 1984) y una versión de "Falling in Love Again" de Marlene Dietrich en 1985. En septiembre de 1985 la banda lanzó su tercer álbum Smart Alex, esta producción cuenta con una gran cantidad de estilos y temas, todos con el peculiar sello de identidad de la banda el primer track "Ode To Joy" -está basada en el cuarto movimiento de la novena sinfonía de Ludwig van Beethoven- por inspiración directa de la película La Naranja Mecánica, siendo uno de sus álbumes más populares logrando respetable aceptación comercial y apareciendo más de un mes en las listas de Indie, llegando a un número 7; El tercer lanzamiento de la banda de ese año fue el EP Bar Room Bop que conmtenia una tirada limitada de 4 canciones de Caras B que son vendidas en un par de días, para el cual regresaron a Fallout. 
Con el ingreso del tecladista James Harding como nuevo miembro de la banda, en 1986 terminó la grabación de su cuarto álbum en Alemania Fifth Overture, fue publicado inicialmente por el sello alemán SL Records, y hasta el año siguiente aparecería en el Reino Unido por Fallout, este disco marca una ruptura con el estilo mostrado por la banda inicialmente y los acercó más al New Wave, fue poco promovido y por estilo del disco se hundió casi sin dejar rastro comercialmente. Sin embargo, con el paso del tiempo se ha convertido en un clásico de buena aceptación y ha contado con numerosas reediciones.

### 1986 - 1993, Presentaciones por el mundo y periodo de descanso
Pese a los diversos cambios de sellos y las discusiones sobre género musical suscitados por sus últimas publicaciones, su estilo tradicional se mantenía y arrasaban por donde pasaban, sus conciertos eran lleno seguro no solo en UK, en Estados Unidos también supieron de sus éxitos, en una de sus giras siendo su telonero una banda que por entonces empezaba en Sunderland, Toy Dolls, además lograron en Alemania una popularidad que aún se mantiene intacta, precisamente de una presentación de 1986 ante su fiel público alemán se editaría en 1990 Rockers Into Orbit; previamente en 1987 había aparecido la publicación oficial del Bootleg grabado en The Moonlight Club (28-02-1982) bajo la serie "Live And Loud!!" de Link Records.
Después de viajar constantemente durante más de una década el grupo se tomó un descanso de un par de años para regresar en 1992 con la publicación de su quinto larga duración Twenty-Seven en Estados Unidos con el sello Cleopatra. Un álbum con sonido más endurecido respecto a la última entrega; fue para The Adicts y sus seguidores un buen retorno al tradicional sonido destructivo que los caracterizó en sus primeras entregas, con temas rápidos como 'Angel', 'Love Sucks', 'Breakdown' melódicos como 'Shangri-La', y anárquicos como 'F@ck It Up'
Llega entonces el periodo de parón, ya que no iba aparecer otro álbum en diez años, antes de que sus miembros consideraran el momento adecuado para entrar en otro estudio de grabación nuevamente, durante los noventa aparecen muchos recopilatorios de su carrera y crece el culto hacia la banda en otros lugares del mundo.

### 2002 - Actualmente, El Regreso de The Adicts
Hacia 2002 deciden retomar su carrera, en el mismo año entran en Studio Earles, de Ventura (California), donde se escribió, ensayó y grabó todos los cortes de las diecinueve canciones de su álbum, Rise and Shine. Se licenció el álbum de sus propios Dee Dee Records de Captain Oi como parte de un amplio plan para relanzarse; esta placa fue una gran apuesta con una mezcla de punk rock, music hall y rock & roll clásico e incluso música operística, para el crítico Stephen Schnee de AllMusic este sería destacado como la mayor obra de la banda llamándolo en su reseña "su White Album" y otorgándole 4.5 de 5 estrellas.
Después de Rise and Shine hubo un periodo de inactividad de poco más de dos años y en 2005 la banda decide reagruparse y grabar Rollercoaster en el que resumían lo que son como banda, grabado con el sello de SOS Records. En 2008 la banda publica una reedición del álbum Songs of Praise celebrando el 25 aniversario del mismo incluyendo la regrabación actualizada de todos sus tracks.
Después de 31 años juntos, con la formación clásica de la banda, en el 2009 deciden lanzar un álbum nuevo con el sello discográfico de People Like You, titulado Life Goes On con una aceptable y celebrada recepción de sus aficionados y crítica especializada además de hacer una edición con DVD filmado y grabado en dos conciertos del Life Goes On Tour 2009 Bielefeld, Seidensticker Halle, Alemania los días 16 y 17 de mayo de 2009, parte del acompañamiento de la gira TOTEN HOSEN Tour 2009 con Die Toten Hosen.
Ante su gran pasión por el punk y la escena underground la banda lanzó un nuevo disco en el 2012 el gracias al apoyo de sus fanes convocados por medio de una plataforma libre llamada Pledge music lanzando el álbum All The Young Droogs con el sello discográfico DC-Jam Records donde destacaron las canciones de 'Horrorshow' y 'Give It To Me Baby' el cual el último se lanzó un video dirigido por Brian O'Malley, además de iniciar una extensa gira que incluyó varias presentaciones en Latinoamérica.
Con ahora 40 años de carrera encima los imparables Adicts se mantienen haciendo música nueva, en el 2017 firman con Nuclear Blast a pesar de ser conocido como un sello de metal, el dueño del sello es gran fan de The Adicts y con un trabajo totalmente casero desde el estudio en California que tiene Pete Dee graban y mezclan su décimo LP And It Was So!, en el cual hicieron 3 videos musicales de bajo presupuesto. La gira del álbum los lleva a Latinoamerica visitando Colombia, México, Chile, Perú, Argentina, Brasil y Costa Rica; Europa y Norteamérica.

## Miembros
Una de las curiosidades o características particulares de la banda consiste en que la mayoría de sus integrantes permanentes y miembros clásicos, así como algunos temporales reciben un sobrenombre. 

### Miembros actuales
- Keith "Monkey" Warren (Vocalista)
- Pete "Pete Dee" Davison (Guitarra)
- Michael "Kid Dee" Davison (Batería)
- Kiki Kabel (Bajo, desde 2017)
- Highko Strom (Guitarra, desde 2017)

### Miembros anteriores
- Mel "Spider" Ellis (Bajo, 1977–1993, 2002–2009)
- James Harding (Teclados, 1985–1987)
- David "Pretty Boy" Arnold
- Dan "Fiddle Dan" Graziani (Violín, 2005–2010)
- John "Scruff" Ellis (Guitarra, 2002–2017)
- Tim Hocking (Bajo, 1977–1979)
- Cody "12" Farwell (Bajo, 2011)
- Shahen Hagobian (Bajo, 2009–2013)
- Davey "Bastard" Menza (Bajo, 2013–2017)
- Michael "Olga" Algar (Bajo, 2003)

## Discografía

### Álbumes de estudio
- 1981 Songs of Praise
- 1982 Sound of Music
- 1985 Smart Alex
- 1986 Fifth Overture
- 1992 Twenty Seven
- 2002 Rise & Shine
- 2004 Rollercoaster
- 2009 Life Goes On
- 2012 All The Young Droogs
- 2017 And It Was So!

### Álbumes en Directo
- 1987 Live and Loud!!
- 1990 Rockers Into Orbit
- 2004 Jocker in the Pack

### Recopilatorios
- 1983 This is Your Life
- 1992 Totally Adicted
- 1997 The Complete Singles Collection
- 1997 Ultimate Adiction - The Best of
- 1998 The Very Best
- 2000 Jocker in the Pack
- 2004 This is your Life II
- 2005 Made in England
- 2008 Songs of Praise 25th Anniversary Edition (Regrabación)

### Sencillos/EP
- 1979 Lunch With The Adicts - Dining Out
- 1981 Viva La Revolution - Fall Out
- 1982 Chinese Takeaway - Razor
- 1983 Bad Boy - Razor
- 1983 How Sad = Que Triste - Victoria
- 1984 Tokyo - Warners
- 1985 Falling In Love Again - Sire
- 1985 Bar Room Bop EP - Fall Out
- 1992 7:27 - Cleopatra
- 2008 Triple B Sides - People Like You Records
- 2014 Viva La Revolution - Radiation Records
- 2017 Picture The Scene - Arising Empire, Nuclear Blast
- 2018 If You Want It - Nuclear Blast, Punk Empire

### Videos musicales
| Title                | Date |
| "Viva La Revolution" | 1982 |
| "Joker in the Pack"  | 1982 |
| "Life Goes On"       | 2010 |
| "Give It to Me Baby" | 2013 |
| "Picture the Scene"  | 2017 |
| "And it was So!"     | 2017 |
| "Fucked Up World"    | 2018 |